# Copa da Escócia de 1987–88
A Copa da Escócia de 1987-88 foi a 103º edição do torneio mais antigo do futebol da Escócia. O campeão foi o Celtic F.C., que conquistou seu 28º título na história da competição ao vencer a final contra o Dundee United F.C., pelo placar de 2 a 1.

## Premiação
| Copa da Escócia de 1987-88       |
| Escócia                          |
| -------------------------------- |
| Celtic F.C. Campeão (28º título) |